# Torneo di Londra 1899

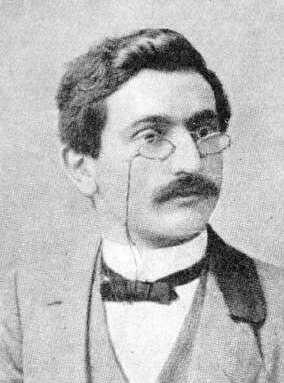
Emanuel Lasker, vincitore del torneo

Il Torneo di Londra 1899 è stato un importante torneo internazionale di scacchi. Si svolse a Londra dal 30 maggio al 10 luglio 1899.
Fu uno dei più forti tornei del periodo ed il più forte disputato fino ad allora sul suolo britannico. Quasi tutti i migliori giocatori dell'epoca erano presenti, tra questi il campione del mondo in carica, Emanuel Lasker, il precedente campione del mondo Wilhelm Steinitz, gli sfidanti per il titolo mondiale Chigorin, Schlechter e Janovsky, l'americano Harry Nelson Pillsbury, vincitore del fortissimo torneo di Hastings 1895.
Il torneo fu vinto dal campione del mondo Lasker, che mise a tacere alcune critiche confermando il proprio diritto a portare la corona mondiale, collocandosi nettamente  al di sopra dei suoi contemporanei.
Siegbert Tarrasch e Rudolf Charousek furono invitati a partecipare ma rifiutarono (il primo per la difficoltà di conciliare l'impegno del torneo con i propri impegni di lavoro, il secondo per motivi di salute), Amos Burn accettò ma fu costretto a ritirarsi il primo giorno e fu escluso dal torneo, anche Richard Teichmann fu costretto al ritiro dopo il quarto round per via di una infezione all'occhio (le partite successive furono tutte assegnate per forfait agli avversari).
Vi presero parte pertanto quindici giocatori, che si affrontarono in un doppio girone all'italiana con partite di andata e ritorno. Le partite furono disputate nella St. Stephen's Hall di Londra e il tempo stabilito era di un'ora per ogni 15 mosse. Il 29 giugno si tenne un banchetto cui furono invitati tutti i partecipanti del torneo.
Lasker dominò il torneo e vinse con l'enorme vantaggio di 4,5 punti sul gruppo dei secondi classificati (Janowski, Maroczy e Pillsbury) Il montepremi totale era di 1.020 sterline. Il vincitore si aggiudicò 250 sterline e una medaglia d'oro. Per la prima volta nella sua carriera, Steinitz non arrivò in zona premi.
Si disputò anche un torneo di secondo livello, vinto da Frank Marshall.

## Torneo principale
| #     | Giocatore              | Paese            | 1   | 2   | 3   | 4   | 5   | 6   | 7   | 8   | 9   | 10  | 11  | 12  | 13  | 14  | 15  | Totale |
| ----- | ---------------------- | ---------------- | --- | --- | --- | --- | --- | --- | --- | --- | --- | --- | --- | --- | --- | --- | --- | ------ |
| 1     | Emanuel Lasker         | Germania         | xx  | ½ 1 | ½ 1 | 1 ½ | ½ 1 | 0 1 | 1 1 | 1 1 | 1 ½ | ½ 1 | 1 ½ | 1 1 | 1 1 | 1 1 | + + | 23.5   |
| 2-4   | Géza Maróczy           | Austria-Ungheria | ½ 0 | xx  | ½ ½ | 1 0 | ½ ½ | ½ 1 | 0 1 | ½ 1 | 1 0 | ½ 1 | 1 1 | ½ 1 | 1 ½ | 1 1 | + + | 19     |
| 2-4   | Harry Nelson Pillsbury | Stati Uniti      | ½ 0 | ½ ½ | xx  | 0 1 | ½ 1 | 0 0 | 1 0 | ½ ½ | 1 1 | 1 1 | 1 1 | 1 1 | 1 ½ | 1 1 | ½ + | 19     |
| 2-4   | David Janowski         | Francia          | 0 ½ | 0 1 | 1 0 | xx  | 1 1 | 1 ½ | 1 1 | ½ 1 | 0 0 | 1 0 | 1 1 | 1 1 | 0 1 | 1 ½ | + + | 19     |
| 5     | Carl Schlechter        | Austria-Ungheria | ½ 0 | ½ ½ | ½ 0 | 0 0 | xx  | 1 ½ | 1 0 | ½ 1 | ½ 1 | 1 1 | 0 ½ | 1 1 | 1 1 | 1 1 | + + | 18     |
| 6     | Joseph Blackburne      | Regno Unito      | 1 0 | ½ 0 | 1 1 | 0 ½ | 0 ½ | xx  | ½ 0 | 0 1 | 1 ½ | 1 0 | 0 1 | 1 ½ | 1 1 | 1 1 | ½ + | 16.5   |
| 7     | Mikhail Chigorin       | Impero russo     | 0 0 | 1 0 | 0 1 | 0 0 | 0 1 | ½ 1 | xx  | 1 ½ | 1 ½ | ½ 1 | 0 1 | 1 0 | 1 1 | 1 0 | 1 + | 16     |
| 8     | Jackson Showalter      | Stati Uniti      | 0 0 | ½ 0 | ½ ½ | ½ 0 | ½ 0 | 1 0 | 0 ½ | xx  | 0 ½ | 1 ½ | 0 ½ | 1 1 | 1 1 | 0 1 | + + | 13.5   |
| 9     | James Mason            | Stati Uniti      | 0 ½ | 0 1 | 0 0 | 1 1 | ½ 0 | 0 ½ | 0 ½ | 1 ½ | xx  | 0 1 | 0 0 | 0 0 | 1 1 | ½ 1 | + + | 13     |
| 10-11 | Wilhelm Steinitz       | Stati Uniti      | ½ 0 | ½ 0 | 0 0 | 0 1 | 0 0 | 0 1 | ½ 0 | 0 ½ | 1 0 | xx  | 1 ½ | ½ 0 | ½ 1 | 1 1 | + + | 12.5   |
| 10-11 | Wilhelm Cohn           | Germania         | 0 ½ | 0 0 | 0 0 | 0 0 | 1 ½ | 1 0 | 1 0 | 1 ½ | 1 1 | 0 ½ | xx  | 1 ½ | 1 0 | 0 0 | + + | 12.5   |
| 12    | Francis Joseph Lee     | Regno Unito      | 0 0 | ½ 0 | 0 0 | 0 0 | 0 0 | 0 ½ | 0 1 | 0 0 | 1 1 | ½ 1 | 0 ½ | xx  | ½ 1 | ½ ½ | + + | 10.5   |
| 13    | Henry Edward Bird      | Regno Unito      | 0 0 | 0 ½ | 0 ½ | 1 0 | 0 0 | 0 0 | 0 0 | 0 0 | 0 0 | ½ 0 | 0 1 | ½ 0 | xx  | 1 1 | + + | 8      |
| 14    | Samuel Tinsley         | Regno Unito      | 0 0 | 0 0 | 0 0 | 0 ½ | 0 0 | 0 0 | 0 1 | 1 0 | ½ 0 | 0 0 | 1 1 | ½ ½ | 0 0 | xx  | 0 + | 7      |
| 15    | Richard Teichmann      | Germania         | - - | - - | ½ - | - - | - - | ½ - | 0 - | - - | - - | - - | - - | - - | - - | 1 - | xx  | 2      |

## Torneo secondario
| #    | Giocatore            | Paese            | 1 | 2 | 3 | 4 | 5 | 6 | 7 | 8 | 9 | 10 | 11 | 12 | Totale |
| ---- | -------------------- | ---------------- | - | - | - | - | - | - | - | - | - | -- | -- | -- | ------ |
| 1    | Frank Marshall       | Stati Uniti      | x | ½ | 0 | 1 | ½ | 1 | 1 | ½ | 1 | 1  | 1  | 1  | 8½     |
| 2-3  | Georg Marco          | Austria-Ungheria | ½ | x | ½ | ½ | ½ | 1 | 1 | 1 | 1 | ½  | ½  | 1  | 8      |
| 2-3  | Thomas Physick       | Regno Unito      | 1 | ½ | x | ½ | ½ | ½ | ½ | ½ | 1 | 1  | 1  | 1  | 8      |
| 4-5  | Edward Owen Jones    | Regno Unito      | 0 | ½ | ½ | x | 1 | 0 | 1 | 1 | 1 | 1  | ½  | 1  | 7½     |
| 4-5  | Jacques Mieses       | Germania         | ½ | ½ | ½ | 0 | x | 0 | 1 | 1 | 1 | 1  | 1  | 1  | 7½     |
| 6-7  | Jackson Mackenzie    | Regno Unito      | 0 | 0 | ½ | 1 | 1 | x | 0 | 0 | 1 | 1  | 0  | 1  | 5½     |
| 6-7  | Stephen Smith        | Canada           | 0 | 0 | ½ | 0 | 0 | 1 | x | 0 | 1 | 1  | 1  | 1  | 5½     |
| 8    | Oscar Müller         | Regno Unito      | ½ | 0 | ½ | 0 | 0 | 1 | 1 | x | 0 | 1  | 0  | 1  | 5      |
| 9-10 | Vasily Tabunshchikov | Impero russo     | 0 | 0 | 0 | 0 | 0 | 0 | 0 | 1 | x | ½  | 1  | 1  | 3½     |
| 9-10 | Johannes Esser       | Paesi Bassi      | 0 | ½ | 0 | ½ | 0 | 1 | 0 | 1 | ½ | x  | 0  | 0  | 3½     |
| 11   | John Erskine         | Australia        | 0 | ½ | 0 | 0 | 0 | 0 | 0 | 0 | ½ | 1  | x  | 1  | 3      |
| 12   | J. Klimsch           | Germania         | 0 | 0 | 0 | 0 | 0 | 0 | 0 | 0 | 0 | 0  | 0  | x  | 0      |